# Paspalum distichum
Paspalum distichum là một loài thực vật có hoa trong họ Hòa thảo. Loài này được L. mô tả khoa học đầu tiên năm 1759.

## Hình ảnh

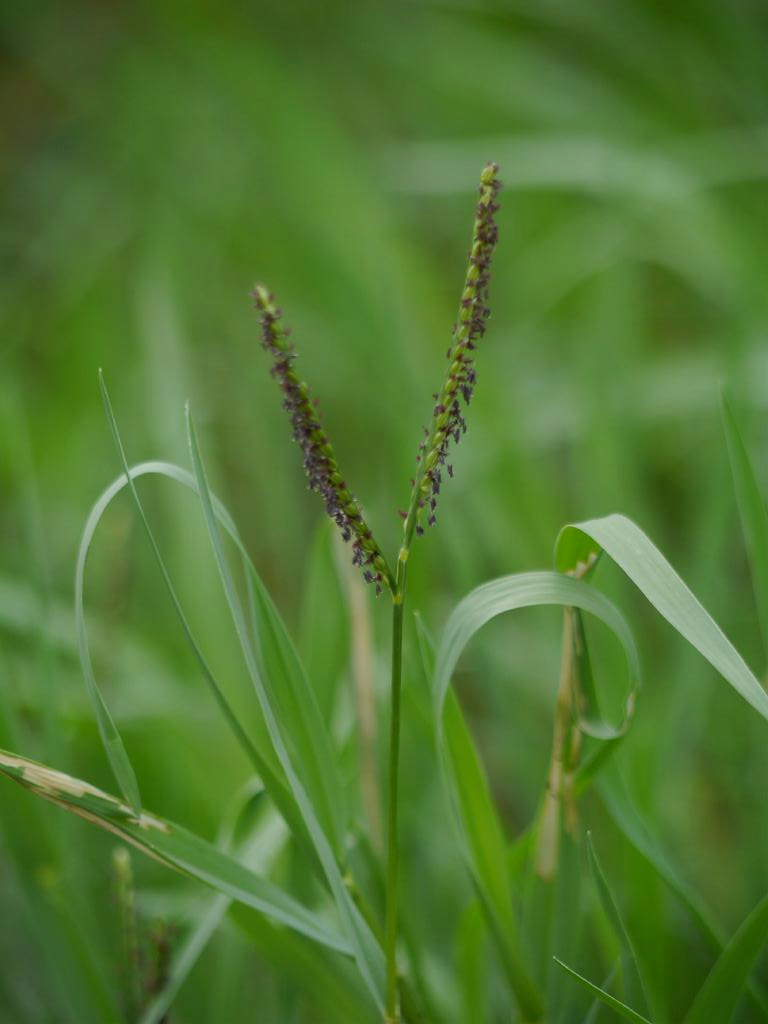
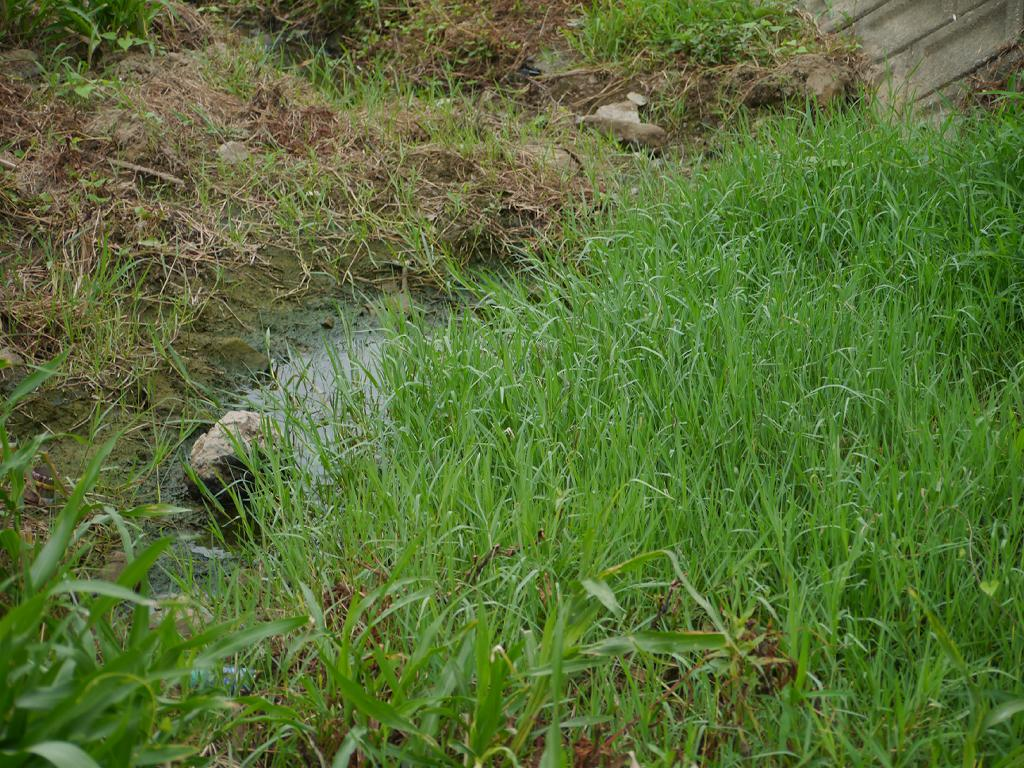
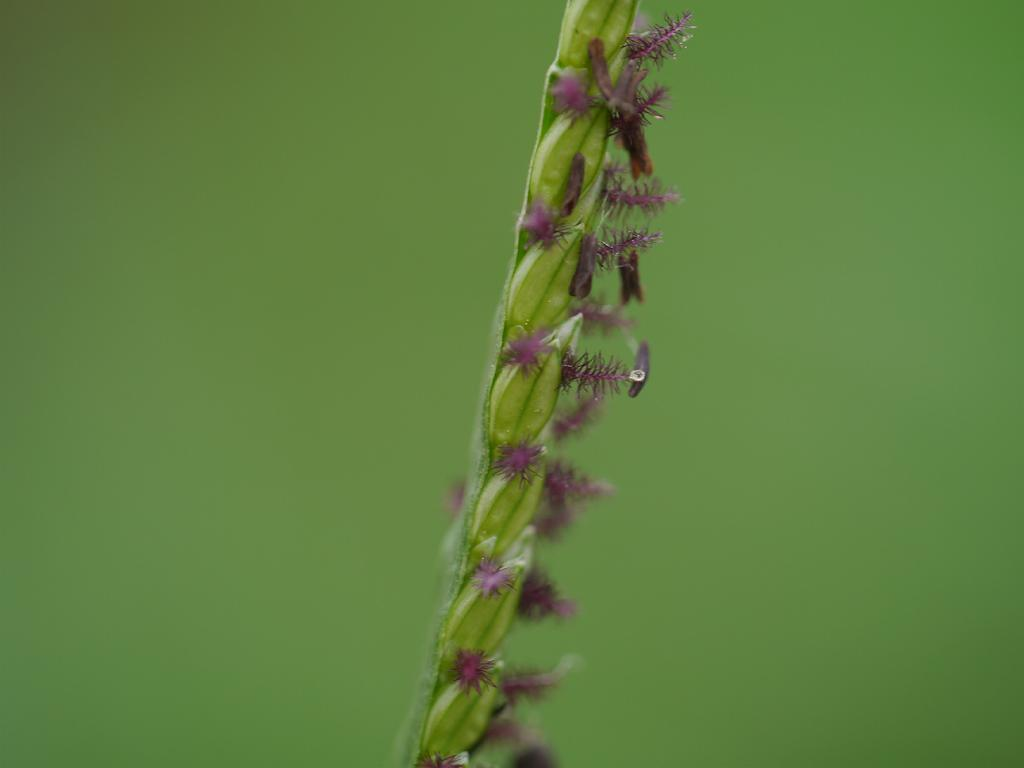
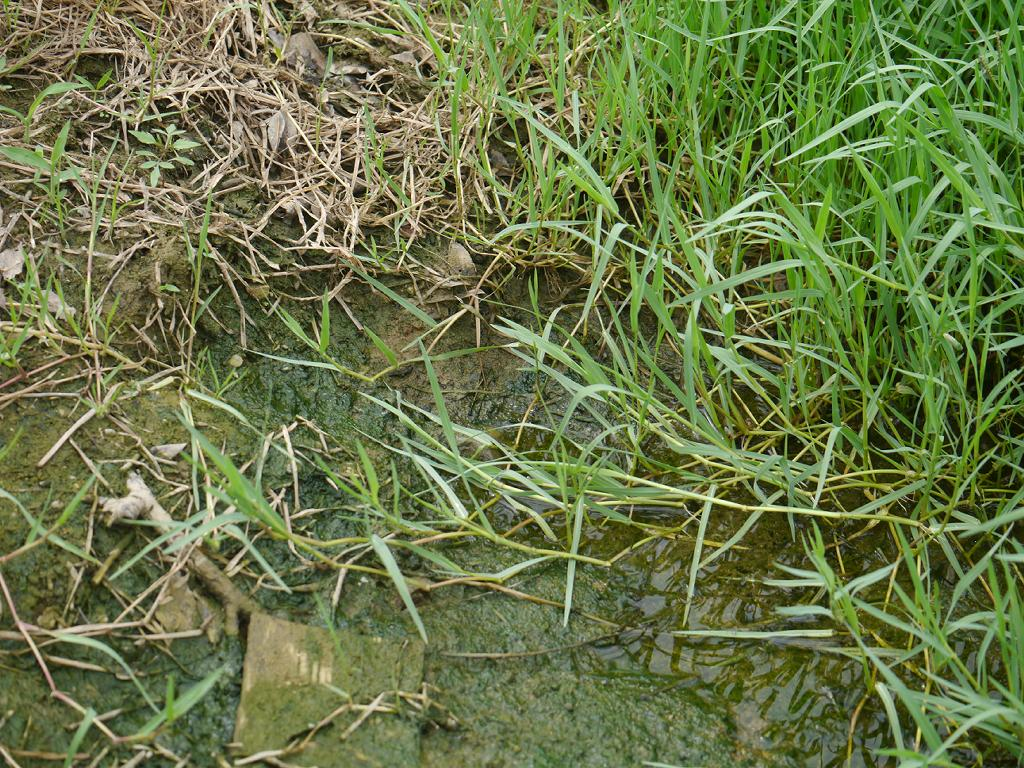